# Ezeriș
Ezeriș (en hongrois : Ezeres) est une commune roumaine située dans le județ de Caraș-Severin.